# Joshua Rifkin
Joshua Rifkin (narozen 22. dubna 1944 v New Yorku) je americký dirigent židovského původu (jeho rodiče byli potomky Židů z Ruska, ač také narození v New Yorku), hráč na klávesové nástroje a muzikolog. Hrál klíčovou roli v oživení zájmu o ragtime v 70. letech 20. století pionýrskými nahrávkami klavírního díla Scotta Joplina. Jako muzikolog nejvíce proslul tezí uveřejněnou roku 1981, podle níž většina Bachova vokálního díla předpokládá použití jediného zpěváka pro každý part.